# Cartoonito (Portogallo)
Cartoonito (precedentemente Boomerang) è stato un canale televisivo a pagamento portoghese di proprietà di Warner Bros. Discovery sotto la sua divisione internazionale. Oltre che in Portogallo, era visibile anche in Angola e Mozambico. Il 14 settembre 2024 il canale venne fuso assieme al canale Cartoonito (Scandinavia) in Cartoonito (Europa nord-occidentale).

## Storia
Inizialmente lanciato in TV come Boomerang il 5 giugno 2005, il canale ha iniziato a trasmettere dal 21 febbraio 2022 un blocco mattutino e pomeridiano intitolato Cartoonito. Come accaduto per le altre versioni internazionali del canale, Boomerang in Portogallo è stato rimpiazzato definitivamente dal blocco il 23 marzo 2023.
Il 14 settembre 2024 il canale viene fuso assieme al canale Cartoonito (Scandinavia) in Cartoonito (Europa nord-occidentale).

## Palinsesto
- Alice & Lewis
- Baby Looney Tunes
- Batwheels
- Cocomelon
- Doraemon
- Grizzy e i lemming - Pelosi e dispettosi
- Lucas the Spider
- Mico e i FuFunghi
- Mike il carlino
- Mr. Bean (serie animata)
- Paf il cane
- Talpis
- Tom & Jerry a New York
- The Tom & Jerry Show

## Loghi

2015 - 2023
2023 - 2024